# Harnack-Ungleichung
In der Mathematik geben Harnack-Ungleichungen Abschätzungen für die oberen Schranken von Lösungen verschiedener Differentialgleichungen. Im klassischen Fall der Wärmeleitungsgleichung beschränken sie die Diffusion der Wärme. Sie sind benannt nach dem Mathematiker Axel Harnack.

## Klassische Harnack-Ungleichung

### Aussage
Es sei {\displaystyle u\colon M\times \left[0,T\right]\rightarrow [0,\infty )} eine nichtnegative Lösung der Wärmeleitungsgleichung
{\displaystyle {\frac {\partial u}{\partial t}}=\Delta u},
wobei {\displaystyle \Delta } den Laplace-Operator auf der kompakten Riemannschen Mannigfaltigkeit {\displaystyle M} bezeichnet.
Dann gibt es eine nur von {\displaystyle M} abhängende Konstante {\displaystyle C}, so dass
{\displaystyle \sup _{x\in M}u(x,t)\leq C\inf _{x\in M}u(x,t)}
für alle {\displaystyle 0\leq t\leq T} gilt.
Die Bestimmung der optimalen Konstante {\displaystyle C} in Abhängigkeit von der Geometrie von {\displaystyle M} ist ein schwieriges Problem.

### Harmonische Funktionen
Insbesondere gilt {\displaystyle \sup _{x\in M}u(x)\leq C\inf _{x\in M}u(x)} für alle nichtnegativen harmonischen Funktionen {\displaystyle u\colon M\rightarrow [0,\infty )}.

### Beispiel
Sei {\displaystyle M=B(x_{0},R)\subset \mathbb {R} ^{n}} der Ball mit Radius {\displaystyle R} und Mittelpunkt {\displaystyle x_{0}} im euklidischen Raum. Dann gilt für jede nichtnegative harmonische Funktion (mit stetigen Randwerten)
{\displaystyle u\colon B(x_{0},R)\rightarrow [0,\infty )}
die Ungleichung
{\displaystyle \displaystyle {{1-(r/R) \over [1+(r/R)]^{n-1}}u(x_{0})\leq u(x)\leq {1+(r/R) \over [1-(r/R)]^{n-1}}u(x_{0})}}
mit {\displaystyle r=\parallel x-x_{0}\parallel } für alle {\displaystyle x\in B(x_{0},R)}.
Daraus ergibt sich die Harnack-Ungleichung für {\displaystyle M=B(x_{0},R)} mit {\displaystyle C={\frac {1+(r/R)}{[1-(r/R)]^{n-1}}}{\frac {[1+(r/R)]^{n-1}}{1-(r/R)}}}.

## Differentielle Harnack-Ungleichung
Sei {\displaystyle M} eine n-dimensionale Riemannsche Mannigfaltigkeit mit nichtnegativer Ricci-Krümmung und konvexem Rand, dann gilt für jede positive Lösung der Wärmeleitungsgleichung die Ungleichung
{\displaystyle {\frac {\partial _{t}u}{u}}-{\frac {\mid \nabla u\mid ^{2}}{u^{2}}}+{\frac {n}{2t}}\geq 0.}
Aus dieser Ungleichung kann man häufig optimale Konstanten für die klassische Harnack-Ungleichung herleiten.